# Cawelo
Cawelo – obszar niemunicypalny w Kern County, w Kalifornii (Stany Zjednoczone), na wysokości 615 m. Kod pocztowy to 93306.